# Lisiki
Lisiki (niem. Vossberg, nieofic. Warcz-Lisia Góra) – osada w Polsce położona w województwie pomorskim, w powiecie gdańskim, w gminie Trąbki Wielkie. Wchodzi w skład sołectwa Warcz.
Nieoficjalnie używana jest nazwa Lisia Góra lub Warcz-Lisia Góra. Nazwy te są wykorzystywane przez lokalną społeczność, urząd gminy w dokumentach administracyjnych oraz widoczna jest na drogowskazie przed wjazdem do osady.
W latach 1975–1998 miejscowość należała administracyjnie do województwa gdańskiego.